# 醉鱼草状忍冬
醉鱼草状忍冬（学名：Lonicera buddleioides）为忍冬科忍冬属的植物，为中国的特有植物。分布在中国大陆的广西等地，目前尚未由人工引种栽培。